# Kudryne
Kudryne (ukr. Кудрине, ros. Кудрино, Kudrino) – wieś na Ukrainie, w Autonomicznej Republice Krymu (de iure stanowiącej integralną część państwa ukraińskiego, w 2014 anektowanej przez Rosję i odtąd funkcjonującej jako Republika Krymu), w rejonie bakczysarajskim. W 2001 liczyła 196 mieszkańców, wśród których 7 wskazało jako ojczysty język ukraiński, 131 rosyjski, 57 krymskotatarski, a 1 białoruski. Według spisu ludności przeprowadzonego przez okupacyjne władze rosyjskie populacja wsi w 2014 wynosiła 185 osób.